# پایگاه هوایی روآف هفتاد و یکم

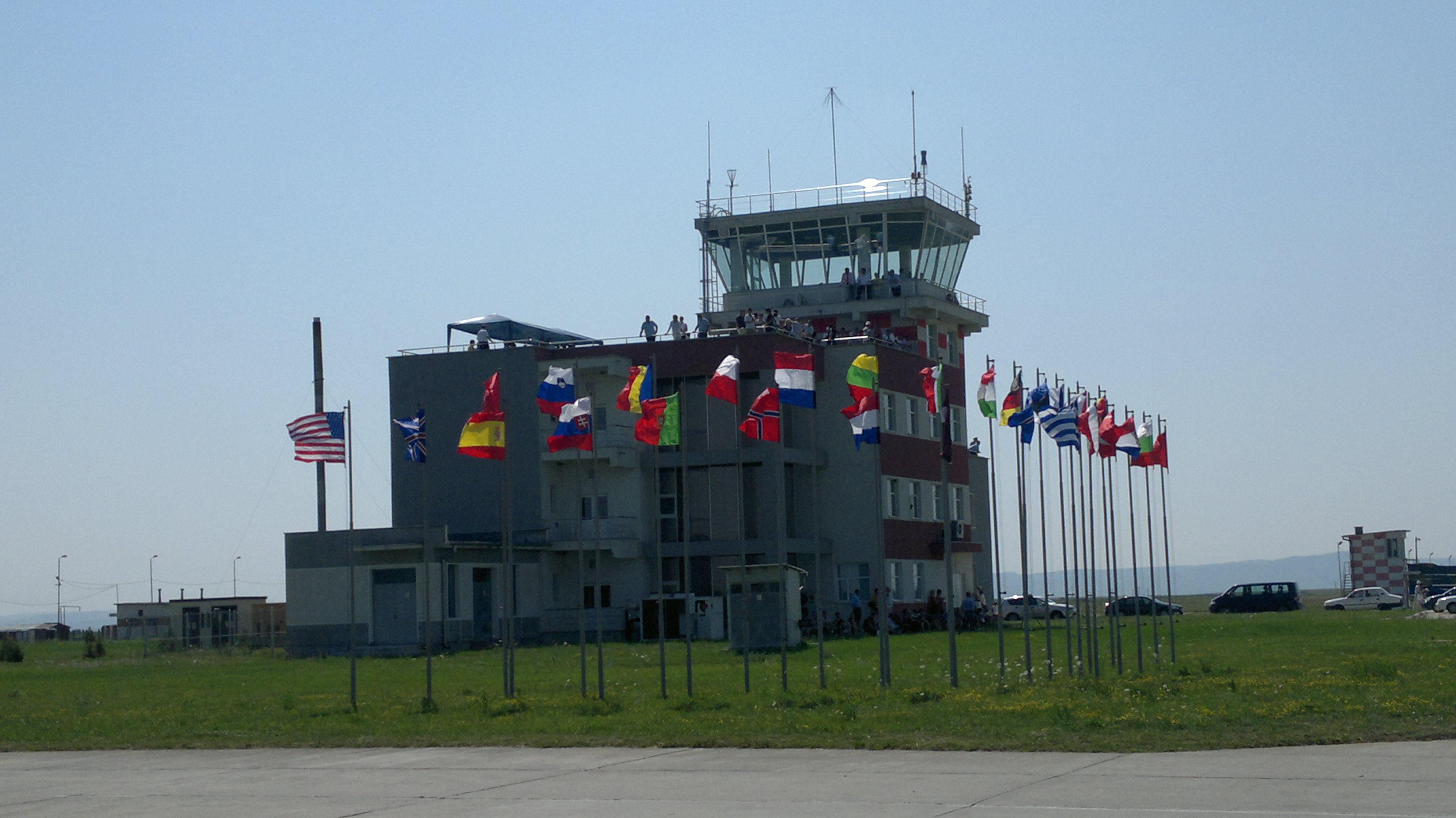
پایگاه هوایی روآف هفتاد و یکم

پایگاه هوایی روآف هفتاد و یکم (به انگلیسی: RoAF 71st Air Base) یک فرودگاه است . این فرودگاه در پایگاه هوایی روآف هفتاد و یکمشهر کمپیا تورزی کشور رومانی قرار دارد .